# Autobusová doprava-Miroslav Hrouda

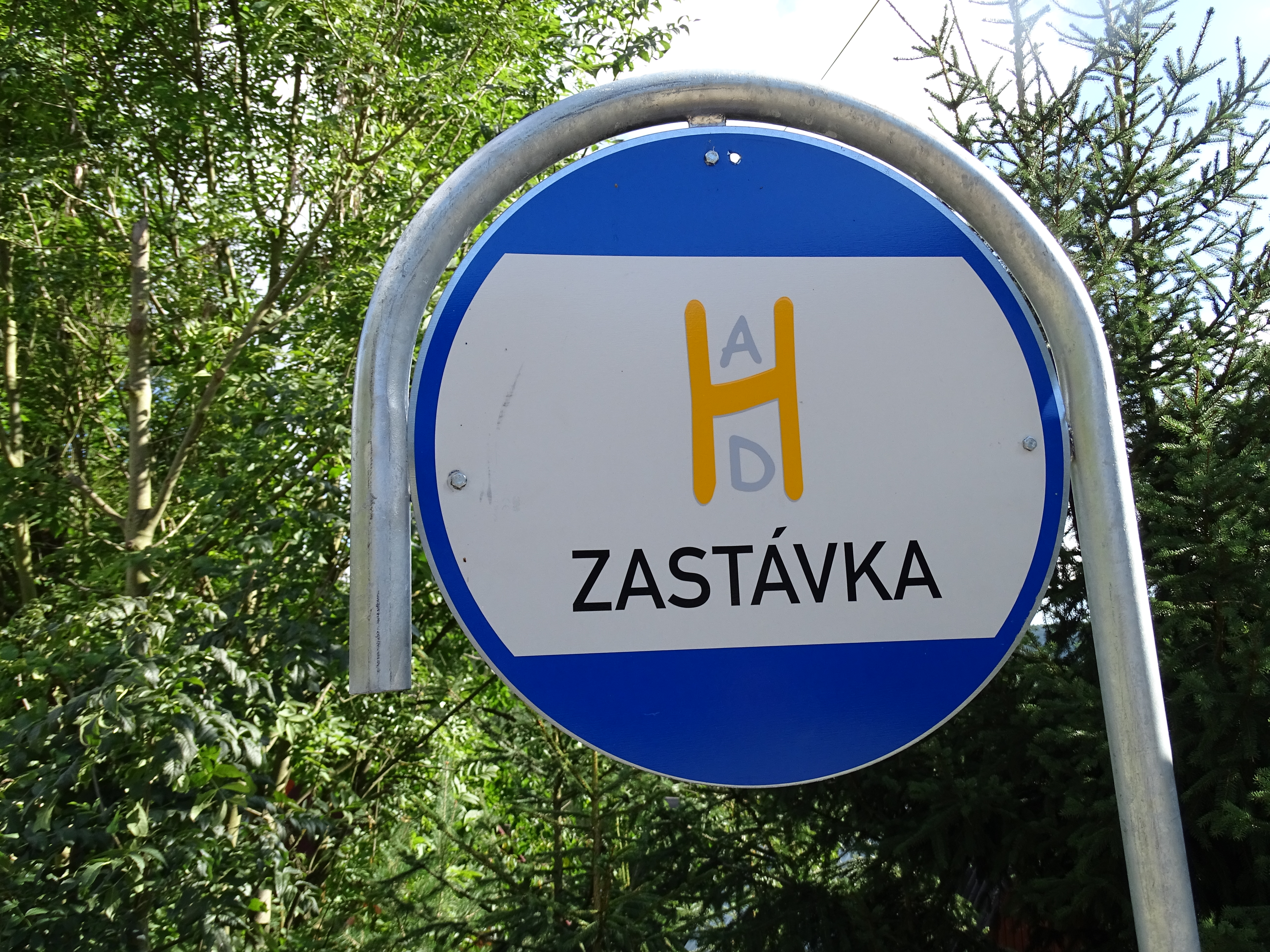
Označení zastávky s logem dopravce

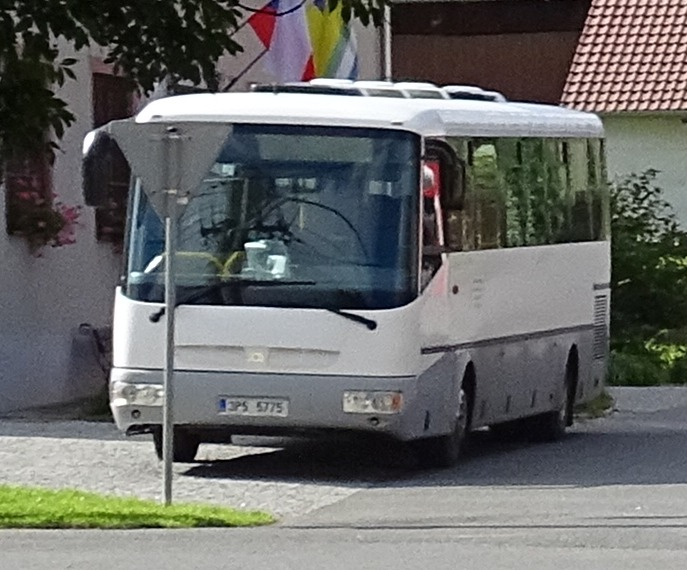
Autobus před poštou ve Zvíkovci

Autobusová doprava-Miroslav Hrouda s.r.o. byl autobusový dopravce se sídlem ve Zbirohu. Jako živnostník začal Miroslav Hrouda v autobusové dopravě působit v roce 1994, roku 1995 získal provozovnu Zbiroh někdejšího rokycanského závodu 307 podniku ČSAD Plzeň a převzal její autobusové linky. Od května 2006 převedl Miroslav Hrouda dosavadní živnost na společnost s ručením omezeným, vlastněnou jím a členy jeho rodiny. V listopadu 2011 firmu odkoupila Škoda Transportation. Těžištěm činnosti firmy je veřejná linková autobusová doprava.
V listopadu 2020 byla oznámena fúze části autobusových dopravců skupiny Z-Group do společnosti Z-Group bus (ČSAD Vsetín). Sloučením měly zaniknout společnosti Housacar, Krodos bus, ČSAD autobusy Plzeň a Autobusová doprava-Miroslav Hrouda, sídlo ČSAD Vsetín mělo být nově ve Zlíně v sídle Z-Group. Společnost měla mít nově dvě oblastní divize: Divize Morava (tvořená dosavadními společnostmi ČSAD Vsetín, HOUSACAR a KRODOS BUS) a divize ČSAD autobusy Plzeň (tvořená dosavadními společnostmi ČSAD autobusy Plzeň a Autobusová doprava-Miroslav Hrouda). 

## Vlastnické vztahy
Název Autobusová doprava-Miroslav Hrouda s.r.o. získala k 1. února 2006 dosavadní společnost ROCK IN s.r.o., která vznikla 10. září 1997, jejímiž společníky byli Miloš Jirků a Miloslav Dvořák a předmětem podnikání obchodní činnost. K 1. únoru 2006 byl předmět podnikání rozšířen o osobní i nákladní silniční motorovou dopravu, opravy silničních vozidel a činnost cestovní agentury.
Od 8. prosince 2005 společnost vlastnil z 80 % Miroslav Hrouda a po 10 % o generaci mladší Václav Hrouda a Anna Hroudová. K 1. únoru 2006 Miroslav Hrouda převedl 20% podíl podniku ze svého podílu na Milana Knolla z Berouna.
K 2. listopadu 2011 celou firmu odkoupila Škoda Transportation. Hlavním důvodem této akvizice bylo, aby Škoda mohla v ostrém provozu testovat nově vyvíjené a vyráběné hybridní autobusy (viz Škoda H12 Solaris).

## Autobusová doprava a další činnosti
Od 28. května 1995 dopravce převzal od ČSAD Plzeň několik linek v okolí Zbiroha. Od téhož data byl také provozovatelem jediné linky městské autobusové dopravy v Rokycanech (licenční číslo 475010).
V roce 2006/2007 i v roce 2011 dopravce zajišťoval provoz na těchto autobusových linkách: 
- 470110 Radnice – Zbiroh – Praha, Zličín (jeden pár spojů v neděli odpoledne, jediná dálková a jediná nedotovaná linka)
- 470510 Cheznovice – Zbiroh – Líšná (většina spojů linky plnila funkci městské dopravy ve Zbirohu mezi nádražím a náměstím)
- 470520 Zbiroh – Zvíkovec – Slabce, Kostelík
- 470530 Zvíkovec – Zbiroh – Mýto – Rokycany – Hrádek
- 470540 Rokycany – Holoubkov – Zbiroh
- 470550 Mlečice – Podmokly – Zvíkovec – Čilá – Hradiště (dva páry školních spojů, o prázdninách jely dvakrát týdně)
- 470560 Zbiroh – Lhota pod Radčem – Holoubkov – Rokycany – Plzeň
- 475010 MHD Rokycany, na městské lince jezdil jediný autobus, který přejížděl mezi městskou linkou a linkou 470540, dva spoje jely na městské lince i mimo pracovní dny. V roce 2002 dopravce vykazoval provozní náklady 22 Kč/km a získal od města roční dotaci 300 tisíc Kč.[5] Na městské lince platil speciální městský tarif, ale značení i odbavovací systém byly shodné jako na regionálních linkách. Až do roku 2003 se tu používaly odbavovací strojky Setright.[5]

Do Integrované dopravy Plzeňska byla v roce 2011 začleněna pouze linka 470560 v úseku od Rokycan do Plzně.
Autobusy Miroslava Hroudy jezdily na severním Rokycansku od roku 1995. Plzeňský kraj dotoval 6 z 8 provozovaných linek, v roce 2011 na ně přispěl 10,2 miliony.
Od 7. března 2011 zavedl dopravce na lince mezi zbirožským nádražím a náměstím poptávkovou dopravu na principu radiobusu či poptávkového shuttlebusu – v pracovních dnech mezi 20. a 24. hodinou jezdily tři spoje pouze na zavolání (20.35, 22.35 a 23.35 z náměstí, 21.15, 22.50 a 23.40 od nádraží, telefonické objednávky se oficiálně přijímaly do 20 minut před výjezdem spoje, ale dopravce vyjádřil vstřícnost i k opožděným žádostem) za běžné jízdné, projeví-li zájem alespoň jeden cestující. K přepravě byl používán mikrobus Ford Transit pro 8 lidí a dopravce jednal s radnicí o rozšíření služby i na víkendy. V Plzeňském kraji šlo o první pokus o zavedení této formy dopravy.
V říjnu 2012 dopravce uspěl ve výběrovém řízení Plzeňského kraje na provozování veřejné linkové autobusové dopravy na 20 linkách v celku Radnicko na 8 let (od 9. 12. 2012 do prosince 2020). Až na dalších místech se podle vyhodnocení umístili další zájemci, PROBO BUS, ČSAD autobusy Plzeň a ČSAD Slaný. Vedoucí odboru dopravy krajského úřadu Jaroslav Vejprava v souvislosti s vyhlášením soutěže zmínil, že dopravce si bude muset pořídit pořídit 30 autobusů, které budou splňovat podmínky.
Dopravce zajišťoval též zvláštní (neveřejnou) linku S9 pro svoz zaměstnanců do kabeloven Yazaki Wiring Technologies Czech (bývalý Siemens) v Plzni-Božkově a na Borských Polích z oblasti Rokycanska.
Společnost provozovala i nepravidelnou autobusovou dopravu pro cestovní kanceláře, podniky, školy, sportovní kluby apod. Měla dispečink s nepřetržitým provozem a vlastní provozovnu s garáží a opravárenskou základnou.

## Vozový park
Pro městskou linku dopravce převzal ojetý městský autobus Karosa B 731, který před Rokycany již sloužil v MHD Kladno (ČSAD Kladno) i Beroun (FEDOS). Na přelomu let 2004 a 2005 byl tento vůz vyřazen a nahrazen autobusem Karosa B 732, který předtím používal Probo Trans Beroun v MHD Hořovice.
Vozový park firmy obnášel:
- luxusní dálkový autobus Mercedes Tourismo RHD Euro4 (zakoupen v červenci 2009)
- SOR C12 TURIST Euro5 (zakoupen v červnu 2010)
- SOR C10,5 Euro4 (zakoupen v květnu 2008)
- SOR C10,5 Euro2
- SOR B9,5 Euro2
- 2 autobusy Karosa řady 900 Euro3, jeden v linkovém a jeden v zájezdovém provedení (z toho jeden zakoupen v prosinci 2005)
- 4 autobusy Karosa C 734
- minibus Iveco Daily S2000 Euro3 (zakoupen v srpnu 2004)
- minibus Ford Transit
- osobní automobily VW Sharan a Škoda Octavia

V letech 2004 a 2006 byly vyřazeny dva vozy Karosa LC 735.
Škoda Transportation uvedla, že v době převzetí v roce 2011 měla firma 11 autobusů.